# Sacred Heart “The Video”
Sacred Heart “The Video” — запись живого выступления Ронни Джеймса Дио в концертном зале Spectrum (Филадельфия, США) 17 июня 1986 года.

## Об альбоме
Диск был выпущен в 1986 году только на VHS, Бета и VHD (только в Японии). Когда видео переделали в DVD-формат, его переименовали из Sacred Heart “The Video” в Sacred Heart “The DVD”. В DVD диск было добавлено интервью с Ронни Джеймсом Дио и Крэйгом Голди.

## Список композиций
1. «Intro (Draco Ignis)»
2. «King of Rock and Roll»
3. «Time to Burn»
4. «The Last in Line»
5. «Holy Diver»
6. «The Last in Line (reprise)»
7. «Heaven and Hell»
8. «Sacred Heart»
9. «Rock ’N’ Roll Children»
10. «Long Live Rock ’N’ Roll»
11. «Man on the Silver Mountain»
12. «Rock ’N’ Roll Children (reprise)»
13. «Rainbow in the Dark»
14. «Hungry for Heaven»

## Участники записи
- Ронни Джеймс Дио — вокал
- Вивиан Кэмпбелл — соло-гитара
- Крэйг Голди — гитара
- Джимми Бэйн — бас-гитара
- Клод Шнелл — клавишные
- Винни Апписи — ударные